# Castillo Belcourt
El château Belcourt es un mansión estadounidense localizada en Newport (Rhode Island), Estados Unidos, uno de los ejemplos de las grandes mansiones construidas en la Gilded Age.

## Historia
El château fue utilizado como casa de verano por Oliver Hazard Perry Belmont. Su construcción y diseño estuvo a cargo de Richard Morris Hunt y se inició en 1891 y fue completado en 1894 con la ayuda de 300 obreros; una vez culminada la edificación tuvo un costo final de 3 millones de dólares (poco más de 74 millones de dólares en 2010). Su diseño consta de una gran variedad de estilos europeos y según Perry Belmont el castillo presentaría especial énfasis en el estilo renacentista y gótico. En su primera época, destacó por sus amplios establos y áreas de carruajes ocupando el primer piso, para los preciados caballos y colección de vehículos de Perry Belmont. Arriba, contaba con un dormitorio principal decorado con escenas de la vida de la nobleza en las paredes y un baño anexo con la primera ducha que se vio en Newport.
Entre los materiales utilizados para su construcción se encuentran: ladrillo, yeso, estuco, granito, madera, pizarra, cobre, vidrio y hierro. En el château se encuentran gran variedad de tesoros y piezas finas. Entre estos objetos valiosos se encuentran por ejemplo unas lámparas de araña llamadas Russian Imperial chandelier, una de las cuales con características poco comunes, inusuales y extraordinarias; consta de 105 luces y 13 000 cristales y está ubicada en el salón de banquetes. También en uno de los extremos de este gran salón se encuentra un comedor más pequeño que cuenta con una Imperial Chinese Table —Mesa Imperial China—. Esta mesa redonda tiene la particularidad de "girar" y en ella se perciben incrustaciones de madera fina y de marfil. También se encuentran en las estancias otro tipo de objetos como estatuas de águilas, leones, hombres, entre otros.
Actualmente el château está abierto al público en general y es propiedad de la familia Tinney. El mantenimiento y la conservación del castillo se sustentan por medio de los ingresos del público. También se realizan festivales y eventos especiales como bodas y matrimonios.

## Château
El château está abierto al público como un museo de antigüedades y de historia arquitectónica social. De las 60 habitaciones en Belcourt, más de una docena se pueden ver en la gira. Una visita al castillo incluye visualizaciones de la "biblioteca inglesa" (añadida en 1910 por John Russell Pope, el techo es una réplica de la Galería Larga de Haddon Hall), el salón de banquetes, la capilla, dos de los tres grandes salones, una sala de música, un comedor de estilo imperial chino, un salón de baile de estilo gótico, dos dormitorios principales, y varias galerías. Todas las habitaciones están decoradas con piezas de las colecciones de la familia Tinney. Las primeras giras por Belcourt se ofrecieron en 1957 y desde entonces el castillo alberga muchos objetos valiosos. Las colecciones incluyen muebles, artefactos de 33 países europeos y orientales.